# 極地戰狼
《極地戰狼》（英語：The Grey）是2011年的美國犯罪驚悚片，影片改編自伊恩·傑夫斯所編寫的短篇小說《鬼行者》（Ghost Walker）。片中訴說一個比人類還可怕的敵人──大自然。

## 故事大綱
能源浩劫，世界经济失序，美国派出石油钻井队，探勘地球上硕果仅存的石油资源。殊不知在执行勤务途中，搭乘的飞机却因意外坠毁在阿拉斯加极地。九死一生的领队奥德维，带领着空难幸存者，在天寒地冻的环境中求生，寻觅着活路。然而，白雪覆盖的神秘世界，潛伏著许多锐利的眼神-北极灰狼，它们觊觎鲜血美味，成群结队虎视眈眈的尾随⋯⋯

## 外部連結
- 官方网站
- 互联网电影数据库（IMDb）上《極地戰狼》的资料（英文）
- 爛番茄上《極地戰狼》的資料（英文）
- Metacritic上《極地戰狼》的資料（英文）
- Box Office Mojo上《極地戰狼》的資料（英文）